# حسام عبد الله الرومي
حسام عبد الله عبد الوهاب حسين الرومي (1959 -) سياسي كويتي، وزير الاشغال العامة ووزير الدولة لشؤون البلدية منذ ديسمبر 2017 حتى فبراير 2019.

## السيرة الشخصية والعلمية
ولد حسام عبد الله الرومي في الكويت عام (1959)، وحصل على بكالوريوس في هندسة الحاسوب عام 1983 من جامعة الباسيفيك - ولاية كاليفورنيا الامريكية، وكان عضواً في كل من بلدية الكويت، والمجلس الوطني الكويتي، والمجلس البلدي، وعضواً في مجلس إدارة المؤسسة العامة للرعاية السكنية، وشركة المشروعات السياحية، كما ترأس مجلس إدارة «شركة إدارة المرافق العمومية»، ورئيس قسم برمجة الحجز الآلي في الخطوط الجوية الكويتية بين 1983 - 1989، ومدير مركز المعلومات الآلي في «الأمانة العامة لمجلس الوزراء الكويتي»، كما عين رئيس مجلس إدارة سابقاً لـ«شركة شمال الزور الأولى للطاقة والمياه» ممثلاً عن «الهيئة العامة للاستثمار الكويتية»، وتبوأ منصب وزير الأشغال العامة ووزير دولة للشؤون البيئية.